# Pacific West Conference (pallavolo, 1976-1985)
La Pacific West Conference fu una conference di pallavolo femminile affiliata alla NCAA Division I, la squadra vincitrice accedeva di diritto al torneo NCAA.

## Storia
La Western Collegiate Athletic Association, conference di soli sport femminile rinominata nel 1985 Pacific West Conference, inizia a sponsorizzare la pallavolo femminile nel 1976. 
Dopo aver abbandonato l'AIAW Division I per la NCAA Division I, nel 1986 viene dismessa quando la Pac-10 Conference, ente fino ad allora di soli sport maschili, inizia a sponsorizzare anche gli sport femminili: i suoi cinque programmi e altrettanti provenienti dalla Northern Pacific Athletic Conference, anch'essa dismessa, vengono quindi trasferiti nella Pac-10 Conference.
I due programmi più titolati alla dissoluzione della conference sono la Southern California e la San Diego State, con tre affermazioni ciascuno.

## Ex membri
| College             | Ingresso | Uscita |
| ------------------- | -------- | ------ |
| CSU Fullerton       | 1976     | 1984   |
| CSU Long Beach      | 1976     | 1984   |
| San Diego State     | 1976     | 1984   |
| UC Los Angeles      | 1976     | 1985   |
| Southern California | 1976     | 1985   |
| Arizona             | 1979     | 1985   |
| Arizona State       | 1979     | 1985   |
| Stanford            | 1982     | 1985   |

## Albo d'oro
| Dal 1976 al 1984 la competizione è denominata Western Collegiate Athletic Association |                     |                                    |                                |
| 1976 Dettagli                                                                         | Southern California | UC Los Angeles                     | CSU Long Beach                 |
| 1977 Dettagli                                                                         | Southern California | UC Los Angeles                     | CSU Long Beach San Diego State |
| 1978 Dettagli                                                                         | UC Los Angeles      | Southern California                | San Diego State                |
| 1979 Dettagli                                                                         | San Diego State     | UC Los Angeles Southern California | -                              |
| 1980 Dettagli                                                                         | Southern California | UC Los Angeles                     | San Diego State                |
| 1981 Dettagli                                                                         | San Diego State     | UC Los Angeles                     | Southern California            |
| 1982 Dettagli                                                                         | San Diego State     | Stanford Southern California       | -                              |
| 1983 Dettagli                                                                         | UC Los Angeles      | Stanford                           | Southern California            |
| 1984 Dettagli                                                                         | Stanford            | UC Los Angeles San Diego State     | -                              |
| Nel 1985 la competizione è denominata Pacific West Conference                         |                     |                                    |                                |
| 1985 Dettagli                                                                         | Stanford            | UC Los Angeles Southern California | -                              |

## Palmarès
| Squadre             | Titoli | Stagioni         |
| ------------------- | ------ | ---------------- |
| Southern California | 3      | 1976, 1977, 1980 |
| San Diego State     | 3      | 1979, 1981, 1982 |
| UC Los Angeles      | 2      | 1978, 1983       |
| Stanford            | 2      | 1984, 1985       |